# 서울 선농단 향나무
서울 선농단 향나무(서울 先農壇 香나무)는 서울시 동대문구 제기동 선농단(先農壇)의 남서쪽 귀퉁이에 측백나무에 둘러싸여 서 있는 큰 향나무이다. 1972년 7월 31일 대한민국의 천연기념물 제240호로 지정되었다.

## 개요
선농단의 향나무는 현재 국내에서 자라고 있는 향나무 중 크고 오래된 것 중의 하나로서 나무의 높이가 10m, 가슴 높이의 직경(胸高直徑)이 72cm, 가지밑 줄기높이(枝下樹高)가 2.3m에 달한다. 정확한 수령은 알려지지 않았으나 이 나무가 있는 선농단이 1392년 지어졌던 것과 관련지어 볼 때 500여 년은 넘은 것으로 추정하고 있다.
수관(樹冠)은 동쪽으로 4.1m, 서쪽으로 4.5m, 남쪽으로 6.8m, 북쪽 3.6m 정도 퍼진다. 가지자람은 2m 높이에서 줄기 북쪽에서 나온 가지가 서쪽으로 굽어 7m가량 뻗었으며, 2.5m 높이에서 남쪽으로 자랐고, 3m 높이에선 동쪽으로, 6m 높이에서는 남쪽으로 가지가 뻗어 수관을 이루고 있다. 긴 가지가 무게를 이기지 못하고 쳐지기 때문에 가지마다 받침기둥을 세웠다.
향나무의 정북쪽 10m 거리에 문인석 1기가 있고 동북쪽 30m 거리에 장방형의 화강석으로 된 선농단이 위치한다.

## 같이 보기
- 선농단

## 참고 자료
- 서울 선농단 향나무 - 국가유산청 국가유산포털

 본 문서에는 서울특별시에서 지식공유 프로젝트를 통해 퍼블릭 도메인으로 공개한 저작물을 기초로 작성된 내용이 포함되어 있습니다.